# Шегининская сельская община
Шегининская сельская общи́на (укр. Шегинівська сільська громада) — территориальная община в Яворовском районе Львовской области Украины.
Административный центр — село Шегини.
Население составляет 10 882 человека. Площадь — 264,5 км².

## Населённые пункты
В состав общины входит 30 сёл:
- Баличи
- Быков
- Боевичи
- Боляновичи
- Боратычи
- Буцов
- Великие Новосёлки
- Волица
- Ганьковичи
- Гориславичи
- Гусаков
- Золотковичи
- Иордановка
- Конюшки
- Липки
- Малые Новосёлки
- Мышлятичи
- Мостиска Вторые
- Мочерады
- Плешевичи
- Поповичи
- Радохинцы
- Тамановичи
- Тишковичи
- Толуковичи
- Тщенец
- Хатки
- Ходновичи
- Циков
- Шегини